# Judith Ezekiel
Judith Ezekiel (Dayton, Ohio, 1956) é catedrática de estudos sobre o feminismo e as mulheres e de estudos afro-americanos na Universidade Estatal Wright em Dayton, Ohio. É também catedrática na Universidade de Toulouse Jean-Jaurés na França. Compromete-se na luta para o reconhecimento dos direitos tanto das mulheres como das populações afro-americanas através de grupos que denunciam o racismo, escrevendo numerosos artigos. Participou na criação do Conseil Représentatif dês Associations Noires.  Sua maior obra é Feminism in the Heartland, publicada em 2002, nela trata de estudar a segunda onda de Feminismo através da história de grupos feministas em Dayton.
Também é activista política, desde a guerra contra o Vietname e os movimentos de mulheres até grupos sindicalistas e antirracistas. Dentro de sua faceta como activista destaca-se como membro fundador do Conseil Répresentatif dês Associations Noires, e seu trabalho no Observatório da Discriminação de Toulouse e no Projecto Yellow Springs 365.

## Publicações
Judith Ezekiel tem publicado, ao longo de sua carreira profissional, sobre os movimentos de mulheres nos Estados Unidos e na França. É a editora fundadora da revista La revue d'em face e The European Journal of Women's Studies, e co-fundadora das associações francesas, europeias e internacionais de estudos da mulher e do primeiro grupo francês de investigação de mulheres de cor, Race et Genre. Entre outros destacam-se:
- Feminism in the Heartland, Columbus: Ohio State University Press, 2002.[6]
- "The Traffic in Feminism : Contemporary Women's Movements in Europe", 2002.[7]
- “French Dressing: Race, Gender and the Hijab Story.” 2006.[8]
- “Nonsexist English: A Primer for the French.”[9]
- “Left Feminism or Feminism for the Left: A Franco-American View.”[10]
- “Women’s Studies and the Quest for Cyber-Space: WISE-L, Past, Present and Future."[10]
- “Gauchistes, théologiennes et majorettes: itinéraires féministes à Dayton, Ohio.”, Crises de la Société, Féminisme et Changement.[10]
- “Black Women’s Lives Matter.”, 2015.[11]